# 윤석중 (1893년)
윤석중(尹錫中, 일본식 이름: 平岡永宇, 1893년 ~ ?)은 일제강점기의 지방행정 관료이다.

## 생애
1912년에 강원도 삼척군의 임시직원으로 채용되면서 관계에 들어섰다. 삼척군 내무계에서 근무하다가 1918년에 조선총독부 군서기로 채용되어 정식 직원이 되었다.
1918년부터 강원도 간성군에서 군서기로 근무했으며, 1921년에는 총독부 지방관제가 개편되면서 총독부 군속으로 삼척군에 발령받았다. 정선군, 통천군, 회양군, 진양군, 강릉군 등 강원도 지역에서 오래 근무하였다.
1934년에는 통천군 서무주임으로 승진하였다. 이후 횡성군과 총독부 전매국 경성지방전매국 금성출장소, 철원군 근무를 거쳤다. 1938년 1월에는 총독부 군수로 발탁되었고, 강원도 정선군과 양양군 군수를 역임하였다.
통천군 서무주임이던 1935년에 총독부가 시정 25주년을 기념하여 표창한 표창자 명단에 들어 있다. 양양군수로 재직하던 1941년을 기준으로 정7위 훈7등에 서위되어 있었다.
태평양 전쟁 종전 후에는 우익 계열에 가담하였다. 1950년에 대한독립촉성국민회의 후신인 국민회 강원도지부 부지부장으로 선출된 바 있다.
2008년 민족문제연구소가 발표한 친일인명사전 수록예정자 명단 중 관료 부문에 포함되었다.

## 참고자료
- 윤석중(尹錫中) - 국사편찬위원회